# MX
|  | Aquest article tracta sobre el registre MX d'intercanvi de correu. Vegeu-ne altres significats a «MX (desambiguació)». |

Un Registre MX o Mail eXchange Record (registre d'intercanvi de correu) és un tipus de registre, un recurs DNS que especifica com ha de ser encaminat un correu electrònic a Internet. Els registres MX apunten als servidors als quals s'envia un correu electrònic, i a quin ha de ser enviat en primer lloc, per prioritat.
Quan un missatge de correu electrònic és enviat a través d'Internet, el remitent (l'agent de transferència de correu - MTA, mail transfer agent) fa una petició al DNS sol·licitant el registre MX per als noms del domini de destí. El nom de domini és la part de l'adreça de correu que va a continuació de la "@". Aquesta consulta retorna una llista de noms de dominis de servidors d'intercanvi de correu que accepten correu entrant per al dit domini, junt amb un número de preferència. Llavors, l'agent emissor (o remitent) intenta establir una connexió SMTP (simple mail transfer protocol - protocol simple de transferència de correu) cap a un d'aquests servidors, començant amb el que pot establir una connexió. Si no hi ha registres MX disponibles, una segona petició és sol·licitada pel registre A (A Record) del domini en el seu lloc.
El mecanisme MX permet utilitzar múltiples servidors de correu per a un sol domini i estableix l'ordre en el qual haurien de ser interrogats, augmentant la probabilitat que el correu pugui ser entregat i proporcionant la capacitat de distribuir el processament del correu entrant a través de múltiples servidors físics. Aquesta característica resulta molt útil aplicada a un Clúster d'ordinadors d'alta disponibilitat amb passarel·les de correu barates, que són capaces de processar cents de missatges per segon (a més a més de posar en quarantena o remoure spam i/o virus).
El mecanisme MX no garanteix la capacitat de proporcionar un servei de correu als ports TCP i User Datagram Protocol alternatius, ni tampoc la del balanç de càrrega en un conjunt de servidors d'igual prioritat (per mitjà d'assignació de valors de càrrega per a cada un). A 2004 alguns MTA (Mail Transfer Agent), el més notable d'aquests Exim, suporten l'ús de registres SRV per a la publicació d'adreces IP, ports, prioritat i pes dels servidors de correu.

## Prioritat MX
Un punt principal de confusió és el funcionament del sistema de selecció de prioritat MX. La prioritat relativa d'un servidor MX ve determinada pel número de preferència present en el registre MX del DNS. Quan un client remot (habitualment un altre servidor de correu) fa un MX lookup (operació de cerca) per al nom de domini, aquest aconsegueix una llista de servidors i els seus números de preferències. El registre MX amb un número de preferència més petit té la major prioritat i serà el primer a ser provat. El client remot continuarà recorrent, de major a menor prioritat, la llista de servidors fins que aconsegueixi entregar amb èxit el missatge, o aquest sigui permanentment rebutjat a causa d'un missatge del servidor no disponible o que el compte de correu no existeixi en el servidor. Si hi ha més d'una entrada amb el mateix número de preferència, s'han de provar totes abans de desplaçar-se a una entrada amb menor prioritat.
Una tècnica habitual dels spammers és connectar-se al servidor de menor prioritat MX d'un domini (els que posseeixen el valor numèric més gran) com a intent d'evitar els filtres anti-spam que poden ser executats al servidor MX primari (de més alta prioritat). Els virus informàtics també utilitzen aquesta tècnica en un esforç per evitar els programes antivirus.